# Laphria aktis
Laphria aktis är en tvåvingeart som beskrevs av Mcatee 1919. Laphria aktis ingår i släktet Laphria och familjen rovflugor. Inga underarter finns listade i Catalogue of Life.